# Villa Ygatimí
Villa Ygatimí è un centro abitato del Paraguay, nel dipartimento di Canindeyú. Forma uno degli 11 distretti in cui è diviso il dipartimento.

## Popolazione
Al censimento del 2002 la località contava una popolazione urbana di 3.018 abitanti (9.951 nell'intero distretto), secondo i dati della Dirección General de Estadística, Encuestas y Censos. Nel territorio sono presenti più di venti comunità indigene di etnia Mbyá Guaraní, Aché e Avá Guaraní.

## Storia
Conosciuta in passato con il nome di Terekañy, Villa Ygatimí fu nel XIX secolo un importante centro di produzione di erba mate e, durante la guerra della Triplice Alleanza, un teatro di scontri e decisioni.

## Economia
Le principali attività economiche del distretto sono l'agricoltura e l'allevamento. La località è anche la sede della riserva del Mbaracayú, gestita dalla Fundación Moisés Bertoni, che nei suoi 65.000 ha offre una notevole diversità di distinti ecosistemi.